# 停止表示灯
停止表示灯（ていしひょうじとう）とは、自動車の緊急停車の際に用いられる停止表示器材の一種で、紫色に点滅発光する器具である。三角停止表示板と同様に、道路交通法施行規則：第二章の六 停止表示器材の基準（第九条の十七・第九条の十八）に定められている。従来の豆電球型の認知度は低いが近年、LED化が認められたことで認知度が上がってきた。また、2輪自動車等においては積載スペースが無いという問題があったが、バイクにおいても積載可能なタイプも発売されている。 
自動車が故障・ガス欠などのため、やむなく道路上で駐停車（便宜上、以降「故障車両」と記す）する場合に、後方安全のために設置する器材。目的としては、一般道路より多くの危険が伴う高速道路上において、より早く後方を走行している車両に、故障車両の存在を知らせて危険回避してもらう事にある。
また、LEDタイプが認められたことで従来のシガープラグ型のみではなく乾電池タイプも発売されておりバッテリー上がり時なども使用可能になるなど利便性が向上している。

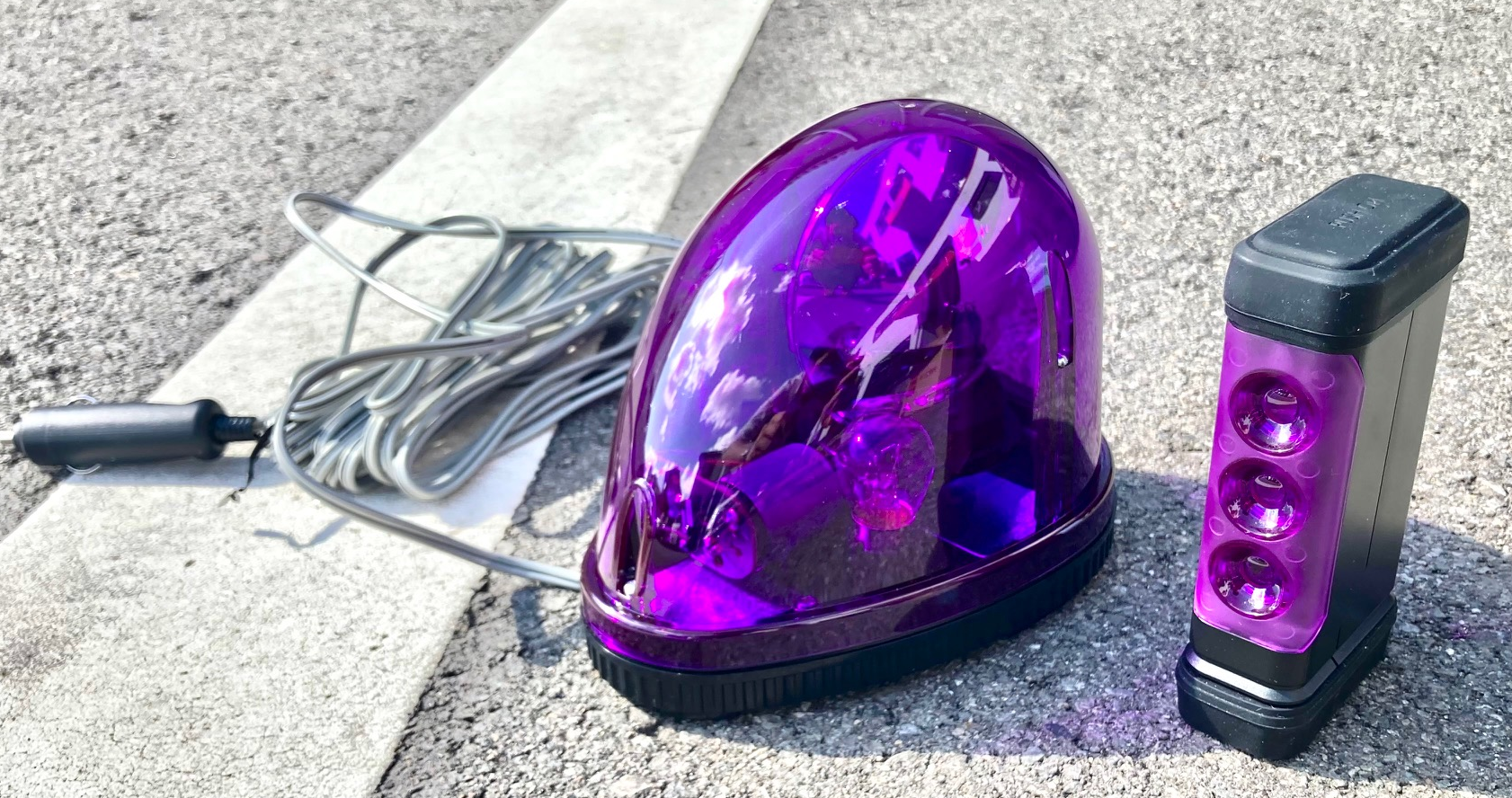
従来品の電球シガープラグタイプ(左) 及び 近年認められたLED乾電池タイプ(右)

## 収納・使用方法
車内のわかりやすい場所に収納し、故障して停車した場合に使用する。
ただし、燃料やエンジンオイルが漏れていたり、漏れる恐れがある場合は、火災防止のため、停止表示灯やハザードランプ、発炎筒は使用せず、三角表示板のみを使用しなければならない。尚、近年認められたLEDタイプの停止表示灯であれば発火の恐れが無く、使用可能。

## 日本の法令に基づく表示義務
2009年（平成21年）3月現在、日本国内の道路交通法規則上では、高速道路上でやむなく駐停車する場合に、三角表示板または停止表示灯の停止表示器材を設置しなければならない。積載義務でも購入義務でもなく設置義務であるため、仮に車両に積載していない状態で高速道路を走行しても違反とはならない。この義務に違反した場合は「故障車両表示義務違反」となり、点数は1点、反則金は6千円が課せられる。

### 条文

#### 道路交通法施行規則 第二章の六 停止表示器材の基準
制度の概要
高速自動車国道等において故障その他の理由により自動車を運転することができなくなったときは、当該自動車等が故障その他の理由により停止しているものであることを表示するために運転者が後方から進行してくる自動車の運転者が見やすい位置に停止表示器材を置かなければならない
基準
（夜間用停止表示器材）
第九条の十七 令第二十七条の六第一号 の内閣府令で定める基準は、次に掲げるとおりとする。
二 灯火式の停止表示器材（次条において「停止表示灯」という。）にあつては、次に該当するものであること
イ 路面上に設置した状態において、長さ十七センチメートル、幅十七センチメートル、高さ十五センチメートルを超えないものであること。
ロ 点滅式のものであること。
ハ 夜間、路面上に設置した場合に二百メートルの距離から点灯を容易に確認できるものであること。
ニ 灯光の色は、紫色であること。
（昼間用停止表示器材）
第九条の十八 令第二十七条の六第二号 の内閣府令で定める基準は、次に掲げるとおりとする。
二 停止表示灯にあつては、次に該当するものであること。
イ 路面上に設置した状態において、長さ十七センチメートル、幅十七センチメートル、高さ十五センチメートルを超えないものであること。
ロ 点滅式のものであること。
ハ 昼間、路面上に設置した場合に二百メートルの距離から点灯を容易に確認できるものであること。
ニ 灯光の色は、紫色であること。

#### 道路交通法（故障等の場合の措置）第七十五条の十一
自動車の運転者は、故障その他の理由により本線車道若しくはこれに接する加速車線、減速車線若しくは登坂車線（以下「本線車道等」という）またはこれらに接する路肩若しくは路側帯において当該自動車を運転することができなくなつたときは、政令で定めるところにより、当該自動車が故障その他の理由により停止しているものであることを表示しなければならない。

## 規格

### 国家公安委員会認定品
道路交通法上における停止表示器材の基準に適合することを認定する仕組みが定められている。国家公安委員会から指定を受けた『日本交通管理技術協会』が基準に適合するかどうか試験審査を行っており、適合した製品には「国家公安委員会認定品」等の記載があるか、TSマークが貼付されている。

### LED を使用した停止表示灯
光源にLEDを使用した停止表示灯も販売されている。「グレーゾーン解消制度」により道路交通法施行規則上の基準を満たすことが確認されている。なお、「国家公安委員会認定品」としての認定は、その構造基準がいまだ電球を前提としたまま改正されていないため、認められない。